# Пакаль
Пакаль, Пакаль Великий, К'ініч Ханааб Пакаль I (мая 'K'inich Janaa [h] b Pakal — «Сяючий… Щит») (23 березня 603 — 28 серпня 683) — правитель Баакульського царства мая зі столицею в Лакам-Ха (Паленке) з липня 615 року по серпень 683 року.
Титул: священний Баакульський владика (K'UH-BAAK-la AJAW), Священний Матавільський владика (K'UH-MAT-la AJAW), західний кало'мте (OCH-K'IN KAL-ma-TE).

## Біографія
К'ініч-Ханааб-Пакаль I — одинадцятий у відомій послідовності правителів Паленке.
Основні біографічні дані:
- Народився: 9.8.9.13.0, 8 Ахав 13 Поп (23 березня 603 року).
- Запанував: 9.9.2.4.8, 5 Ламат 1 Моль (29 липня 612 року).
- Помер: 9.12.11.5.18, 6 Ец'наб 11 Йаш (28 серпня 683 року).
- Роки правління: 612—683.

## Сім'я
- Дружина: Іш-Ц'акбу-Ахав
- Батько: К'ан-Мо'-Хіш
- Мати: Іш-Сак-К'ук'
- Сини:
  - Кан-Балам II.
  - К'ан-Хой-чітам II.
  - Тіволі-Чан-Мат?[2].

## Ім'я
Ім'я, під яким відомий цей правитель, — перше ім'я мая Класичного періоду (IV–IX в. Н. Е..), Прочитане сучасними дослідниками. Це тронне ім'я (в написах Паленке імена такого роду позначаються терміном K'UH-K'AL-HU'N-IL K'ABA, « священне вінчальне ім'я»). Правителі одержували їх після вступу на престол, вони, швидше за все, вказували на їх тотемних покровителів. В даному випадку таким є водяна лілія (jan naa [h] b), що має додатковий епітет pakal, «щит». У текстах, що повідомляють про міфологічні часи, згадується персонаж на ім'я Йаш Чітім Ханааб Пакаль, «Праотець Водяна Лілія — Щит». Елемент K'INICH, «сонцеликий» або «Сонячний», досить часто зустрічається в іменах маянських правителів Класичного періоду. Особисте, отримане при народженні, ім'я К'ініч Ханааб Пакаля невідомо.

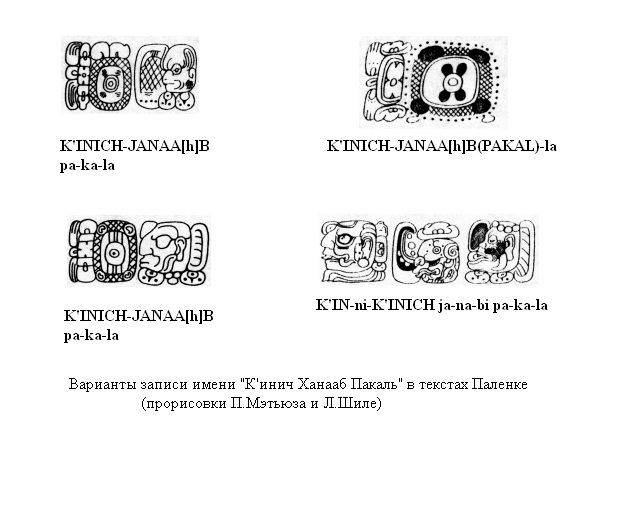

## Походження та обставини воцаріння
Дані аналізу кісткових останків свідчать, що Ханааб Пакаль народився і провів дитинство в Лакам-Ха-Паленке. Однак, до попередньої династії правителів цього міста (Баакульских владик) він належав тільки по лінії матері, Сак К'ук '; його батько, К'ан Мо' Хіш носив титул «владики Чо'х» (поки ще недостатньо відоме державне утворення) і прав на паленкський престол не мав.
Дитинство Ханааб Пакаля довелося на вкрай несприятливий для його рідного міста час: двічі, в 599 (згідно з загальноприйнятою точкою зору) і в 611 році Лакам-Ха був узятий і спустошений військами наймогутнішої у той час держави мая — Канульського царства (з пізнішою столицею в Калакмулі) і його союзників, ослаблене Баакульське царство піддалося нападам з боку сусідніх міст; тексти повідомляють про загибель членів царської сім'ї.
Про попередника К'ініч Ханааб Пакаля Муваан Мате пізніші написи відгукуються негативно, звинувачуючи його в лукавстві по відношенню до головних міських богів. У зв'язку з цим Д.Беляев і А.Сафронов припускають, що Муваан Мат був ставлеником Канульських владик, а зведення на престол Ханааб Пакаля стало перемогою паленкської «патріотичної партії».

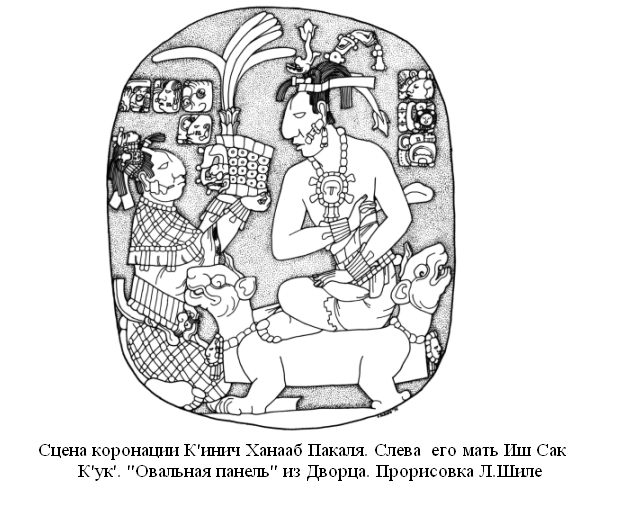

У кожному разі, воцаріння дванадцятирічного підлітка, що належить до царського роду тільки по жіночій лінії, безсумнівно, стало наслідком загибелі інших претендентів на престол.

## Початкові десятиліття правління
Про першої чверті століття правління К'ініч Ханааб Пакаля відомо мало. Згадка про участь у важливому державному обряді «встановлення каменю» на початку «двадцятиріччя» в 633 р. його матері Сак К'ук' свідчить на користь того, що вона була співправителькою сина, а в роки його дитинства — регентшею.
Про зовнішню політику Баакульського царства в цей час відомостей майже немає. Ймовірно, вона була не цілком вдала. Згідно з написами з Пьєдрас-Неграс (Йокіб) в листопаді 624 р. війська з Лакам-Ха і союзного йому Сак-Ц'і (впливову державу в Чіапасі, до сих пір не ідентифікована з археологічними пам'ятками) зазнали поразки від правителя цього міста К'ініч Йональ А'ка.
На увагу Паленке — Лакам-Ха до областей на захід від міста, що перебували на периферії світу класичних мая, здається, вказує відбувся в 626 р. шлюб молодого царя з Іш Ц'акбу(ль) Ахав, царівною з міста Хуштов-К'ух, відомого також з текстів Ель-Тортугеро (за 65 км на захід від Паленке), отже, розташованого десь між цими містами.

## Самостійне правління. Будівельна діяльність
Безсумнівно, самостійне правління К'ініч Ханааб Пакаля починається після смерті батьків (його мати померла в 640 р., батько — в 642 р.).
Згідно з цікавим спостереженням З.Грубі і М.Чайлда, приблизно з середини VII в. в мові паленкських написів з'являються граматичні ознаки, характерні для мов чонталь, носії яких жили на північ і північний захід від Паленке. Це може бути наслідком того, що до того часу К'ініч Ханааб Пакаль вдалося досягти союзу з чонтальцами, і якась частина населення, котра говорила по-чонтальськи причому, досить впливова, щоб вплинути на мову царських написів, з'явилася в Паленке.
Ознакою посилення Баакульского царства в середині 650-х років є також зміна титулу правителя: в написі 654 року Ханааб Пакаль має вищий серед правителів мая титул «західного кало'мте». Крім того, правитель Паленке приймає титул «священного Матавільського владики». Матавіль (або Матвіль) — назва якоїсь прабатьківщини, тому за названим титулом могли ховатися певні політичні претензії, але він може вказувати і на територіальні придбання.
Стабілізація економічного і політичного становища Паленке дозволила К'ініч Ханааб Пакаль почати в столиці реалізацію масштабної будівельної програми. Його першою відомою спорудою є закінчений в березні 647 р. «Забутий Храм» («Templo Olvidado»), споруджений, ймовірно, як усипальниця батька. До весни 654 р. було завершено будівництво або перебудова цокольних споруд Палацу і парадного тронного залу в ньому («Корпус В»), восени того ж року — «Корпусу Е», в 661 — «Корпусу С», пізніше були споруджені палацові корпусу "A"і"D". У посмертних написах Ханааб Пакаля називають «„володарем п'яти пірамід“».
Ймовірно, саме в цей час в Паленке відбулися удосконалення будівельної техніки, що дозволили розширити розмір перекриваємого кам'яною покрівлею простору і створити витонченний та гармонійний місцевий архітектурний стиль. Ступінь особистого долі правителя в будівництві визначити, звичайно, неможливо, однак, очевидно, що царський палац і храми-усипальниці членів царської сім'ї будувалися відповідно до його смакам, з чого випливає, що К'ініч Ханааб Пакаль мав бездоганний художній смак.

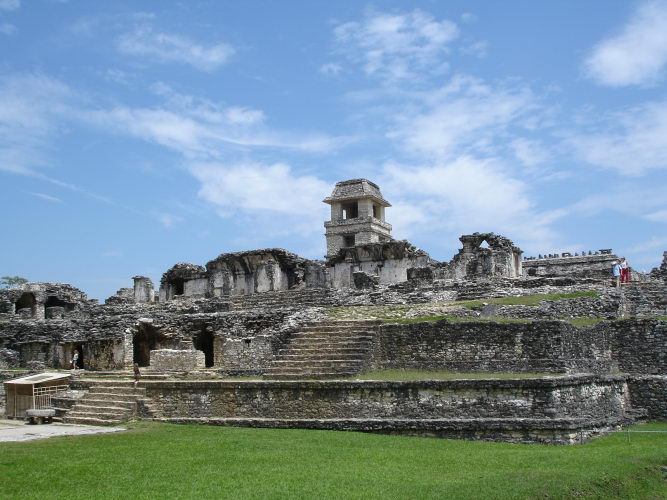
Палац у Паленке. Фото Ю.Полюховича

## Війни К'ініч Ханааб Пакаля
Наприкінці 650-х років К'ініч Ханааб Пакаль виявляється учасником великого військового конфлікту, в якому йому протистояв союз держав, розташованих на схід від Паленке: К'іна (Пьєдрас-Неграс), Піпа (Помона або Ель-Ареналь), Вак'ааб (Санта-Єлена-Баланкан), Хо-Пет (на середній Усумасинте). Цю коаліцію підтримувало також Канульське царство. У серпні 659 р. Ханааб Пакаль здобув велику перемогу над ворогами, внаслідок якої був полонений (і по всій видимості страчений в Паленке) правитель Санта-Єлена Ну'н Ухоль Чаак. На цьому, втім, війна не закінчилася. В 662 р. Ханааб Пакаль знову захопив важливих полонених, наведених в Паленке, в цілому ж військові дії завершилися не раніше 664 р. розділом сфер впливу між Паленке і Пьєдрас-Неграс: в залежність від Баакульського владики потрапили Піпа і Вак'ааб, а на верхній Усумасинте зберегли свій вплив Йокібскі владики.
Ще одну перемогу, мала якесь особливе значення, Ханааб Пакаль здобув в 675 р.
Про його військові успіхи говорять також написи і рельєфи з Палацу («простінок F» у «корпусі D») і напис на фрагменті з акведука, проте, неясно, коли вони мали місце, і хто був противниками Паленке.

## Кінець правління
Останнє десятиліття царювання К'ініч Ханааб Пакаля також мало освітлено джерелами. В 672 р. померла його дружина, Іш Ц'акбу(ль) Ахав, над могилою якої, ймовірно, і був споруджений спеціальний храм — «Піраміда Червоної Цариці» («Reina Roja» або «Храм XIII»). Втім, традиція матримоніальних союзів з Хуштов-К'ух була продовжена шлюбом молодшого з царських синів, Тіволі Чан Мата, з царівною Іш Кинувши Мат з цього міста, укладеними не пізніше 677 р.
До 670-х років, цілком ймовірно, належить будівництво усипальниці самого царя — не має аналогій за задумом і масштабом храму Болон Йет Наах, «Чертога Дев'яти звершень», нині відомого як «Храм Написів» («Templo de las Inscripciones»).
Як показало обстеження царських останків, в старості Ханааб Пакаль хворів остеопорозом і ревматизмом хребта, через що змушений був вести малорухливий спосіб життя. Помер владика, проживши 80 років і 5 місяців, 28 серпня 683 р., і був похований в заздалегідь приготовленій гробниці в піраміді «Храму Написів» разом з незліченними скарбами і шістьма принесеними в жертву молодими людьми.